# Annemarie Nikolaus
Annemarie Nikolaus (* 11. Dezember 1952 in Usingen, Hessen) ist eine deutsche Sozialwissenschaftlerin und Autorin, die vor allem in den 1980er Jahren auch kommunalpolitisch tätig war. Sie war Mitherausgeberin der Kommune. Seit 2000 ist sie auch literarisch tätig.

## Leben
Annemarie Nikolaus wurde als Kind einer Arbeiterfamilie geboren und wuchs in Frankfurt am Main auf. Sie beendete 1971 ihre Schulzeit mit dem Abitur an der Rudolf-Koch-Schule in Offenbach am Main.
Danach studierte sie Psychologie: von 1971 bis 1973 an der Justus-Liebig-Universität in Gießen und von 1973 bis 1976 am Fachbereich 11 der Freien Universität Berlin, wo sie mit dem Diplom abschloss. Ab 1982 studierte sie an der Freien Universität Berlin mehrere Semester Publizistik, Geschichte und Politik.
Von 1976 bis 1996 arbeitete sie als Psychotherapeutin in einer Berliner Praxis. Mehrere Jahre war sie in dieser Zeit auch als Dozentin an Volkshochschulen und Einrichtungen der beruflichen Weiterbildung tätig.
Während ihres Publizistik-Studiums schrieb sie als freie Mitarbeiterin kurzzeitig für die Frauenseite des Berliner Tagesspiegel.
1996 zog sie ganz nach Norditalien, wo 1997 ihre Tochter Lisa Caterina geboren wurde. 1996 war sie für die Provinzregierung des Trentino in Norditalien als Beraterin zu Fragen der Altlastensanierung tätig.
Ab der Geburt ihrer Tochter arbeitete sie vorwiegend als freie Lektorin und Übersetzerin und begann, sich mit dem belletristischen Schreiben zu befassen. Ende 2002 gründete sie die Autorengruppe Schreibwerk.
Sie ist Mitglied der Autorengruppen „Schreibwerk“ und „GIAM“. Sie schrieb als Italien-Kolumnistin regelmäßig für die Kommune.
und veröffentlichte Artikel in der akp – Zeitschrift für alternative Kommunalpolitik.
Seit 2010 lebt sie mit ihrer Tochter in der Auvergne in Frankreich.

## Politik
Während ihres Psychologie-Studiums in Berlin schloss sie sich der Studentenorganisation des KBW, der KHG, an; nach Abschluss trat sie dessen Akademiker-Organisation GUV bei. Später wurde sie in den KBW aufgenommen und ins Zentralkomitee gewählt.
Sie war Mitherausgeberin der Kommune, die zwei Jahre vor der Auflösung des KBW dessen Zentralorgan Kommunistische Volkszeitung und die theoretische Zeitschrift Kommunismus und Klassenkampf ersetzte.
Ab Ende der siebziger Jahre engagierte sie sich in der Mieterbewegung in Berlin gegen die Einführung des „Weißen Kreises“ – Freigabe der Altbaumieten – und die Sanierungspolitik des Berliner Senats. Sie war Vorsitzende der „Mieterinitiative Sanierungsgebiet Klausenerplatz“ in Berlin-Charlottenburg und gab die Stadtteilzeitung „Neues aus dem Kiez“ heraus. Wegen ihrer Rolle im Stadtteil wurde sie 1981 von der AL eingeladen, auf ihrer Liste für die Bezirksverordnetenversammlung Berlin-Charlottenburg zu kandidieren. Später wurde sie Mitglied der AL.
1981 und noch einmal 1989 wurde sie in die Bezirksverordnetenversammlung Charlottenburg gewählt. Ihre Schwerpunkte waren die Bau- und Umweltpolitik und das Gesundheitswesen. Sie initiierte Anfang der achtziger Jahre den Austausch über Fragen der psychiatrischen Versorgung zwischen dem damaligen Berliner Bezirk Charlottenburg und seiner italienischen Partnerstadt Trient.

## Veröffentlichungen

### Kurzgeschichten und Kurzgeschichten-Sammlungen
- Brot. In: „Nachts auf dem Ameisenhügel“. Anthologie im Schreib-Lust-Verlag Dortmund. 2002
- Die Kette. In: „Beziehungsweise: Liebe“. Anthologie im AusLese-Bücher-Verlag Iffeldorf. 2002
- Kork. In: „Düstere Visionen“, Anthologie. Story-Olympiade 'Spezial'. 2002
- Der erste Versuch. In: „Honigfalter“. Anthologie im Schreib-Lust-Verlag Dortmund. 2003
- Der Bach. In: „Märchenzauber“. Anthologie. Story-Olympiade 'Spezial'. 2003
- Die Piratin. In: „Renntag in Kruschar“. Fantasy-Anthologie im Web-Site-Verlag Ebersdorf 2005.
- Ustica. In: „Madrigal für einen Mörder“. Anthologie im Schreib-Lust-Verlag Dortmund. 2005. Als eigenständige Publikation als E-Book wiederaufgelegt. Smashwords Edition. 2011.
- Magische Geschichten – Kindergeschichten. Smashwords Edition. 2011
- Magical Stories. Englische Ausgabe der "Magischen Geschichten". E-Book Smashwords Edition 2011. Taschenbuch 2013.
- Verjährt. Historische Kurz-Krimi-Sammlung. Taschenbuch 2013 ISBN 9781484020838. E-Book 2013

### Romane
- Das Feuerpferd. Web-Site-Verlag Ebersdorf. 2005. Fantasy-Roman. Neuauflage 2012 als Taschenbuch ISBN 9781461134909. Smashwords Edition 2011 als E-Book.
- Leuchtende Hoffnung. Science-Fiction-Roman als Adventskalender. E-Book 2011. Smashwords Edition. Gemeinschaftswerk mit anderen Schreibwerk-Autorinnen. Als Taschenbuch 2012.
- Königliche Republik. Historischer Roman. Taschenbuch 2012 ISBN 9781477531143. Smashwords Edition 2012 als E-Book.
- Die Enkelin. Reihe Quick, quick, slow - Tanzclub Lietzensee. Liebesroman. Taschenbuch 2013. ISBN 9781484967744. E-Book 2013. Smashwords Edition eISBN 9781301174171.
- Die Piratin. Fantasy-Roman. Carlsen-Verlag im.press. 2013 E-Book. eISBN 9783646600056